# 第一型潜艇
第一型潜艇（日语：／ Daiichi-gata sensuikan）是日本海军的潜艇舰级之一，也被称为霍兰型潜艇（ホランド型）。有五艘同型舰。

## 概要
在日俄战争中，日本得知俄国拥有潜艇，日本便也想拥有潜艇与之对抗。但当时的日本没有制造潜艇的经验，便从美国通用动力电船公司购买造好的潜艇，运回日本，由横须贺海军工场进行组装。日本一共购买了五艘潜艇，全部都于1905年（明治38年）竣工。

### 舰历
因为全部竣工于日俄战争结束后，第一型潜艇没有参加过战斗。五艘同型舰被编入第一潜艇队，并都于1921年（大正10年）除籍。

### 类别
在第一型潜艇竣工时，日本海军还没有独立的潜艇这一类别，因此第一型潜艇被归类到了鱼雷艇下的潜艇类别。1905年（明治38年）12月12日，潜艇成为了一个独立的类别。1916年（大正5年）8月4日，分类到二等潜艇。1919年（大正8年）4月1日，分类到三等潜艇。

## 同型舰
- 第一潜水艇
- 第二潜水艇（日语：第二潜水艇）
- 第三潜水艇（日语：第三潜水艇）
- 第四潜水艇（日语：第四潜水艇）
- 第五潜水艇（日语：第五潜水艇）

## 关联条目
- 大日本帝國海軍艦艇列表